# Rafael Chávez Carretero
Rafael Chávez Carretero (* 28. November 1958 in Puebla, Puebla) ist ein mexikanischer Fußballtrainer und ehemaliger -spieler. 

## Leben
Chávez begann seine Profikarriere bei seinem Heimatverein Puebla FC. Anschließend spielte er für den damaligen Hauptstadtverein Atlante, Chivas Guadalajara und Deportivo Toluca, bevor er seine aktive Laufbahn in Reihen des Club León beendete.
Seit der Saison 1995/96 ist er im Trainergeschäft tätig und machte 1997 seinen Trainerschein. Meist in der Rolle eines Assistenztrainers, war er bisher nur zweimal als Cheftrainer tätig: 2002 übernahm er den Club León vier Spieltage vor Saisonende 2001/02, konnte die Esmeraldas aber nicht mehr vor dem Abstieg in die zweite Liga bewahren. 2007 war er als Cheftrainer des Zweitligavereins Lobos de la BUAP im Einsatz.
Seine längste und erfolgreichste Zeit als Assistenztrainer erlebte er zwischen 1997 und 2000 in Diensten des Deportivo Toluca FC, als er an drei Meistertiteln beteiligt war. Anschließend war er Assistenztrainer der mexikanischen Nationalmannschaft. 
Rafael Chávez ist verheiratet, hat einen Sohn und zwei Töchter. 